# Cratere Tasheting
Tasheting è un cratere sulla superficie di Rea.